# Začinjavci
Začinjavci u hrvatskoj literaturi najučestalije označavaju anonimne stvaraoce hrvatskoga nabožnoga pjesništva u 14. i 15. stoljeću. Sama definicija nije u potpunosti razjašnjena. Začinjavce spominje Marko Marulić u predgovoru svoje Judite iz 1501, gdje navodi da je djelo spravljeno 'po običaju naših začinjavac'.  Ono implicira korištenje versifikacije, tj. vrste rimovanog dvanaesterca koje navodi kao i 'versih harvacki' i koja se vežu uz začinjavačku pjesničku djelatnost. Isti 'četverosrokovani' stil dvanaesterca rabio je u svom drugom dijelu Susana, a koristili su ga i kasniji pjesnici poput Brna Karnarutića.
Zanottijev talijansko-hrvatsko-latinski rukopisni rječnik termin "začinjavac" prevodi kao 'pjevač' (cantatore) ili 'pojac', a uobičajeno značenje pojma »začinjavci« kao Marulićevih (srednjovjekovnih) književnih prethodnika temelji se na značenju glagola začeti (impf. začinjati) 'početi'. Petar Skok, pozivajući se na ranije tvrdnje povjesničara, tvrdi da se termin javlja u značenju 'hrvatskoga versifikatora svetačkih
legendi'. Neki ih povjesničari povezuju s Pariškom pjesmarnicom iz 14. stoljeća, specifično sa svjetovnim dvanaestercem 'Svit se konča', ali materijal s kojim bi ih se sigurno moglo povezati nije sačuvan.